# Oluf Eie
Oluf Eie (17. september 1896, Vejle – 10. juni 1983) var en dansk missionær.
Oluf Eie ankom til Indien i oktober 1920. Fra 1922 til 1962 var han bestyrer af Santalmissionens tehave Mornai. Eie gjorde i sine 40 års tjeneste fra begyndelsen af 1920'erne plantagen til en af de bedste i Assam-området, og han var mellem de første i Indien, der forbød børnearbejde. Allerede i 1933 blev der indført skolepligt for børn af ansatte i plantagen. 